# Protracheoniscus stefanelli
Protracheoniscus stefanelli là một loài chân đều trong họ Trachelipodidae. Loài này được Arcangeli miêu tả khoa học năm 1934.